# Leandra pilosissima
Leandra pilosissima är en tvåhjärtbladig växtart som beskrevs av Célestin Alfred Cogniaux. Leandra pilosissima ingår i släktet Leandra och familjen Melastomataceae. Inga underarter finns listade i Catalogue of Life.